# 1977 Шура
1977 Шура (1977 Shura) — астероїд головного поясу, відкритий 30 серпня 1970 року.
Тіссеранів параметр щодо Юпітера — 3,317.